# Киссин, Самуил Викторович
Самуил Викторович Киссин (писал в основном под своим уменьшительным именем Муни; 24 октября (5 ноября) 1885, Рыбинск — 22 марта (4 апреля) 1916, Минск) — русский поэт.

## Биография
Родился в семье оршанского купца второй гильдии Вигдора (Виктора) Израилевича Кисина и его жены Сары Марковны. В семье росло ещё шестеро детей: Идел(ь) (Адольф, 1871), Роза (1873), Яков (1874), Дебора (1876), Дина (1878), Крона (1889). В 1866 году семья переехала в Рыбинск, где отец устроился поверенным в компании цепного пароходства по реке Шексне.
Получил домашнее воспитание, изучал Талмуд и древнееврейский язык. Окончил гимназию в Рыбинске с серебряной медалью (1903) и юридический факультет Московского университета (1913). С 1906 года появляются публикации его стихов в журналах под псевдонимом «Муни» (в конце жизни он иногда подписывался и настоящей фамилией). В том же году происходит его знакомство с Владиславом Ходасевичем, перешедшее в тесную дружбу — в начале 1910-х гг. Муни становится как бы вторым «я» Ходасевича («мы прожили в таком верном братстве, в такой тесной любви, которая теперь кажется мне чудесною», — вспоминал Ходасевич в 1926 г. в очерке «Муни», посвящённом памяти Киссина). В их стихах этих лет обнаруживаются следы взаимного влияния. Киссин писал также прозу.
В 1907-1908 гг. предпринял попытку перевоплощения - мистификации: «после одной тяжелой любовной истории, в начале 1908 года, Муни сам вздумал довоплотиться в особого человека, Александра Александровича Беклемишева (рассказ о Большакове был написан позже, именно на основании опыта с Беклемишевым). Месяца три Муни не был похож на себя, иначе ходил, говорил, одевался, изменил голос и самые мысли. Существование Беклемишева скрывалось, но про себя Муни знал, что, наоборот - больше нет Муни, а есть Беклемишев, принужденный лишь носить имя Муни "по причинам полицейского, паспортного порядка"». «Чтобы уплотнить реальность своего существования, Беклемишев писал стихи и рассказы; под строгой тайной посылал их в журналы» Муни опубликовал пару стихотворений под именем Александра Беклемишева в журнале Русская мысль, а также отправлял для рассмотрения повесть «Летом 190* года» (полностью была опубликована только в 1999 г.) - тот самый рассказ о Большакове, который упоминает В. Ходасевич.
Кончилась эта мистификация после того, как В. Ходасевич опубликовал от имени Елисаветы Макшеевой разоблачающий стих, посвящённый А. Беклемишеву, и затем объяснился с Муни. «...разоблачённому и ставшему шуткою Беклемишеву оставалось одно - исчезнуть».
В 1909 г. женился на химике Лидии Яковлевне Брюсовой (1888—1964), младшей сестре поэта Валерия Брюсова. 
В 1914 году, в начале войны, был мобилизован. В марте 1916 года, в действующей армии, где служил делопроизводителем в головном эвакуационном пункте, в приступе депрессии покончил с собой, застрелившись из револьвера сослуживца. Похоронен на Минском еврейском кладбище.
Большинство замыслов Муни остались нереализованными, многое из его наследия не собрано. В настоящее время отмечается некоторый рост интереса к его творчеству, исследователи склонны рассматривать его не столько как несостоявшегося «литературного двойника» Ходасевича, сколько как самостоятельную фигуру русского Серебряного века.
Архив поэта сохранила его дочь Лия Самуиловна Киссина (1910—1993).

## Последнее стихотворение С. Киссина
САМОСТРЕЛЬНАЯ
Господа я не молю,
Дьявола не призываю,
Я только горько люблю,
Я только тихо сгораю.
Край мой, забыл тебя Бог:
Кочка, болото да кочка.
Дом мой, ты нищ и убог:
Жена да безногая дочка.
Господи Боже, прости
Слово беспутного сына.
Наши лихие пути,
Наша лихая судьбина…
18-21 марта 1916

## Места
В мае 1909 года после свадьбы гостил вместе с супругой Лидией Яковлевной Брюсовой в имении "Теремец" Серпуховского уезда Московской губернии, оттуда же вел переписку с В. Ф. Ходасевичем.

## Публикации
С. Киссин (Муни). Лёгкое бремя: Стихи и проза. Переписка с В. Ф. Ходасевичем / Изд. подгот. И. Андреева. — М.: Август, 1999. — 416 с.